# Elektronska pošta
Elektrónska póšta (tudi é-póšta, angleško e-mail) je način sestavljanja, pošiljanja in sprejemanja sporočil po elektronskih komunikacijskih sistemih. Večina sistemov elektronske pošte danes uporablja internet, po drugi strani pa je elektronska pošta ena najpogostejših uporab interneta.
To je ena od najbolj razširjenih storitev Interneta. Poleg tega je elektronska pošta tudi najpogostejši razlog, zakaj so se ljudje sploh odločili, da se povežejo z Omrežjem vse omrežij. Elektronska pošta oziroma e-pošta je namenjena izmenjavi sporočil, ki lahko vsebujejo tudi datoteke, čez računalniško omrežje. Ta izmenjava je postala tako priljubljena, zato ker lahko uporabnik pošlje sporočilo neposredno iz računalnika, ne da bi moral pismo natisniti, ga položiti v ovojnico, nanj prilepiti znamko in ga odnesti do poštnega nabiralnika.
Elektronska pošta vam omogoča, da si lahko s posamezniki ali skupinami ljudi po vsem svetu izmenjujete sporočila v obliki, ki je že pripravljena za obdelavo v računalniku. Zato postaja e-pošta glavni način sporazumevanja med podjetji in ustanovami, sploh pa znotraj teh organizacij, ki so že skoraj vse opremljene s krajevnimi omrežij osebnih računalnikov.
Sestavljeno je iz:
- Naslova prejemnika
- Predmeta sporočila (kratkega opisa vsebine)
- Samega besedila sporočila
- Morda še priključene datoteke

Da bi e-sporočilo prispelo do naslovnika, morate v program vnesti natančen e-poštni naslov, ki je običajno v obliki:
ime.priimek@ponudnik.si
na primer
joza.gulikoza@ponudnik.si (posebni znaki se po navadi spremenijo v znake brez strešic, naglasij, ipd. (š v s, é v e ...)
Znak @ (v žargonu afna) je obvezno ločilo, ki pomeni »pri« (angleško at). Primer je joza.gulikoza pri ponudnik.si. 
Ime internetskega kraja je ime strežnika, ki za uporabnika posreduje in tudi hrani e-pošto, denimo siol.net ali yahoo.com.
Predmet sporočila je kratek povzetek vsebine, ki prejemniku hitro pove, kaj je namen sporočila.

## Format e-sporočila
Oblika internetnega e-poštnega sporočila je opredeljena z RFC 5322, pri čemer je kodiranje ne-ASCII podatkov in prilog večpredstavnostnih vsebin opredeljeno v RFC 2045 do RFC 2049. Skupaj jih imenujejo večnamenska razširitev internetne pošte ali MIME (Multipurpose Internet Mail Extensions). RFC 5322 je leta 2008 nadomestil prejšnji RFC 2822, nato pa je RFC 2822 v letu 2001 nadomestil RFC 822 - ki je bil skoraj 20 let standard za internetno elektronsko pošto. RFC 822, ki je bil objavljen leta 1982, je temeljil na prejšnjem RFC 733 za Arpanet.
Internetno e-poštno sporočilo je v osnovi sestavljeno iz dveh glavnih sklopov, glave sporočila in telesa sporočila. Glava je strukturirana: Od (From), Za (To), Kp (CC), Zadeva (Subject), Datum (Date) in še druge informacije o e-poštnem sporočilu. Telo vsebuje sporočilo, kot nestrukturirano besedilo, ki včasih na koncu telesa sporočila vsebuje tudi podpisni blok.
E-mail poteka po protokolu SMTP (SMTP - an. simple mail transfer protocol). Za branje, odpošiljanje in vnos besedila se imenuje t. i.: MUA (mail user agent), program ki nam omogoča delo z elektronsko pošto. Skupaj za besedilom e-pošte lahko pošljete tudi datoteko, ki je e-pismu »priključena«.

### Glava sporočila
Vsako sporočilo ima lahko le eno glavo, ki je sestavljena iz več polj. Vsako polje ima ime in vrednost. Natančno sintakso opredeljuje RFC 5322. 
Neformalno je vsaka vrstica v glavi, ki se začne z izpisljivim znakom, začetek novega polja. Polje se začne s prvim znakom v vrstici in konča pred ločilom ":". Ločilu potem sledi vrednost polja ("telo" polja). Vrednosti sledi naslednja vrstica, če ima ta vrstica za prvi znak presledek ali tab. Imena polj in vrednosti so omejena na 7-bitne ASCII znake. Nekatere ne-ASCII vrednosti so lahko vsebovane z uporabo MIME kodiranih besed.

### Polja glave
Glava sporočila je lahko sestavljena iz več vrstic, in vsaka vrstice ima lahko največ 78 znakov.
Glava sporočila mora vsebovati vsaj sledeča polja:
- From (slovensko "Od"): Elektronski naslov in neobvezno še ime pošiljatelja. Večina poštnih odjemalcev polja ne more spremeniti, razen preko spremembe uporabniških nastavitev.
- Date (slovensko "Datum"): Lokalni čas in datum, ko je bilo sporočilu ustvarjeno. Podobno kot polje From:, večina poštnih odjemalcev to polje pri pošiljanju napolni avtomatsko. Odjemalec prejemnika sporočila lahko potem prikaže čas v formatu in lastnem lokalnem času.

RFC 3864 opisuje registracijske postopke za polja v glavi sporočila pri IANA; skrbi za stalna in začasna imena polj. Vključuje tudi polja definirana za MIME, omrežja in HTTP. 
Običajna polja glave za e-pošto so:
- To (slovensko "Za"): Elektronski naslov(i) in neobvezno še ime prejemnikov. Kaže na glavnega prejemnika sporočija (dovoljenih jih je več). Za ostale prejemnike se glejte Cc: in Bcc: spodaj.
- Subject (slovensko "Zadeva"): Kratek povzetek teme sporočila. To polje lahko vsebuje tudi nekatere kratice kot sta "RE:" in "FW:".
- Cc (slovensko "Kp"): ("Carbon copy" oz. kopija); Nekateri poštni odjemalci bodo v prejetem sporočilo različno označili sporočilo glede nato ali so v To: ali v Cc: seznamu. (Bcc (slovensko "Skp"): ("Blind carbon copy" oz. skrita kopija); naslovi so vključeni le med prenašanjem SMTP, in običajno niso navedeni v glavi sporočila.)
- Content-Type: Informacija o tem kako naj bo sporočilo prikazano, običajno je to tip MIME.
- Precedence: običajno je skupaj z vrednostmi "bulk", "junk" ali "list";
- Message-ID: Avtomatsko generirano polje; uporablja se za preprečevanje večkratnega dostavljanja in za refernco v In-Reply-To: (glejte spodaj).
- In-Reply-To: Message-ID sporočila, na katerega se sporočilo odgovarja. Uporablja se za povezovanje povezanih sporočil v skupino. To polje se uporablja le za povratna sporočila.
- References: Message-ID sporočila, na katerega se sporočilo odgovarja, in message-id sporočila prejšnjega odgovora, itd.
- Reply-To: Naslov prejemnika odgovorjenega sporočila.
- Sender: Naslov dejanskega pošiljatelja sporočila
- Archived-At: Direktna povezava na arhivirano obliko posameznega sporočila.